# Уткіне
У́ткіне або Бостерчі (крим. Bosterçi, офіційна назва до 1945 року) — село Перекопського району Автономної Республіки Крим.
Розташоване на сході району.
Відстань від райцентру до населеного пункта становить 8 кілометрів по прямій.

## Значення
Українізована російська назва Уткіне від рос. Уткино означає Качкове.